# Christuskirche (Bremerhaven)

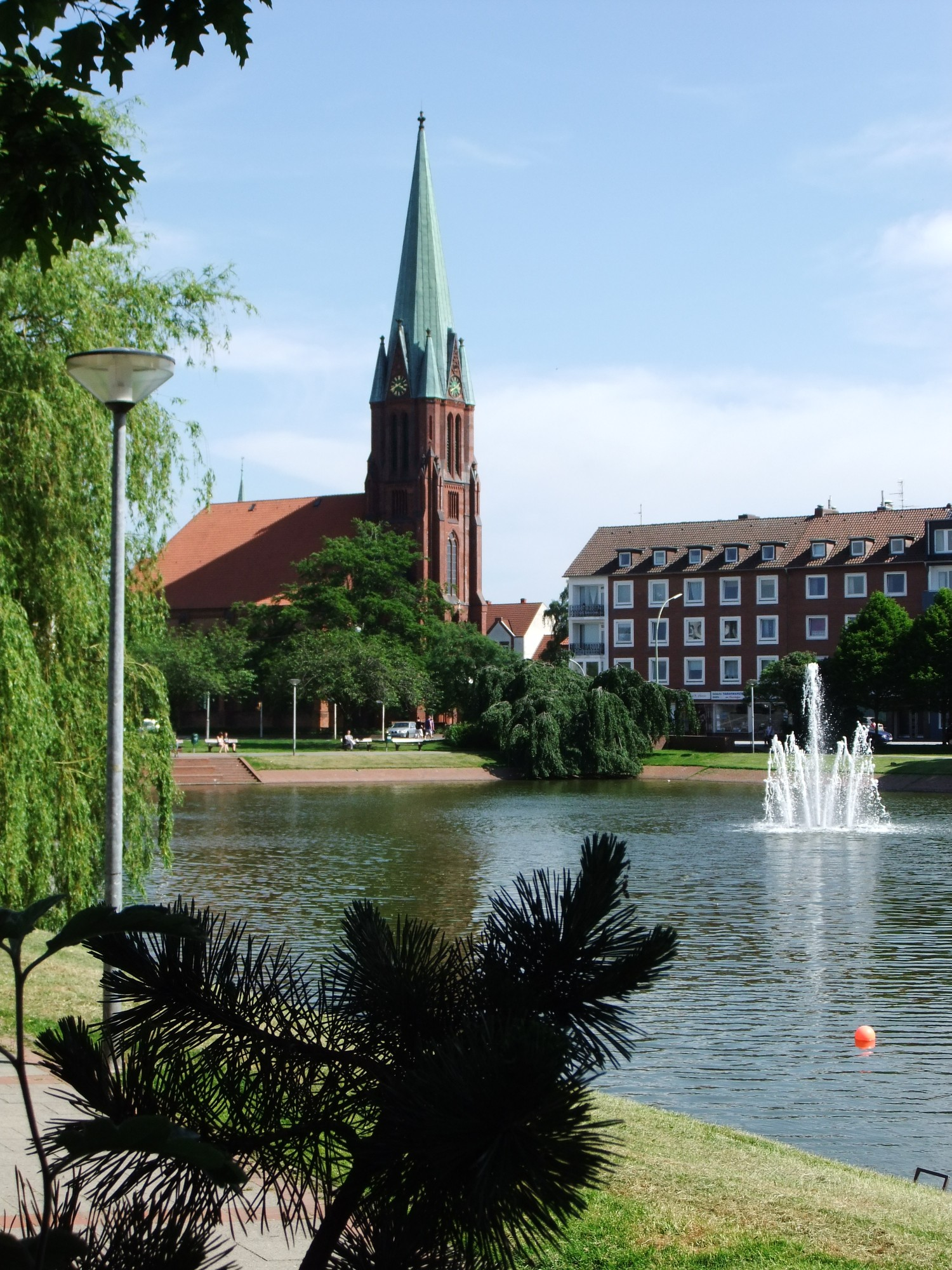
Christuskirche am Holzhafen Geestemünde

Die Christuskirche Bremerhaven-Geestemünde in Bremerhaven - Geestemünde, Kreuzung  Schillerstraße / Bismarckstraße ist die evangelische Hauptkirche des Stadtteils sowie zusammen mit der Marienkirche in gleichem Stadtteil eine der Hauptkirchen des Kirchenkreises Bremerhaven. Das Bauwerk mit dem Alten Pfarrhaus steht seit 2002 unter Bremer Denkmalschutz.

## Geschichte
Im Königreich Hannover war 1827 die bremische Stadt Bremerhaven gegründet worden. Geestemündes Aufstieg begann 1845 mit dem Hafenbau am südlichen Ufer der Geeste. Zwischen 1858 und 1870 wuchs Geestendorfs Einwohnerzahl von 1818 auf 3000. Die alte Marienkirche erwies sich bei dem rasanten Bevölkerungswachstum in der zweiten Hälfte des 19. Jahrhunderts als zu klein. 1868 – Hannover war seit zwei Jahren preußische Provinz – betraute der Kirchenvorstand Geestendorf-Geestemünde den Hannoverschen Konsistorialbaumeister und Königlichen Baurat Conrad Wilhelm Hase mit der Planung des neuen Gotteshauses. 1872 war Baubeginn und am 14. November 1875 erfolgte die Einweihung. Da für das Mauerwerk des Turmhelms minderwertiger Mörtel verwendet worden war, musste er schon 1877 abgerissen werden. Der Wiederaufbau konnte 1880 vollendet werden. Die Eröffnung des Geestemünder Fischereihafens am 1. November 1896 begann mit einem Gottesdienst in der Christuskirche.

## Gebäude

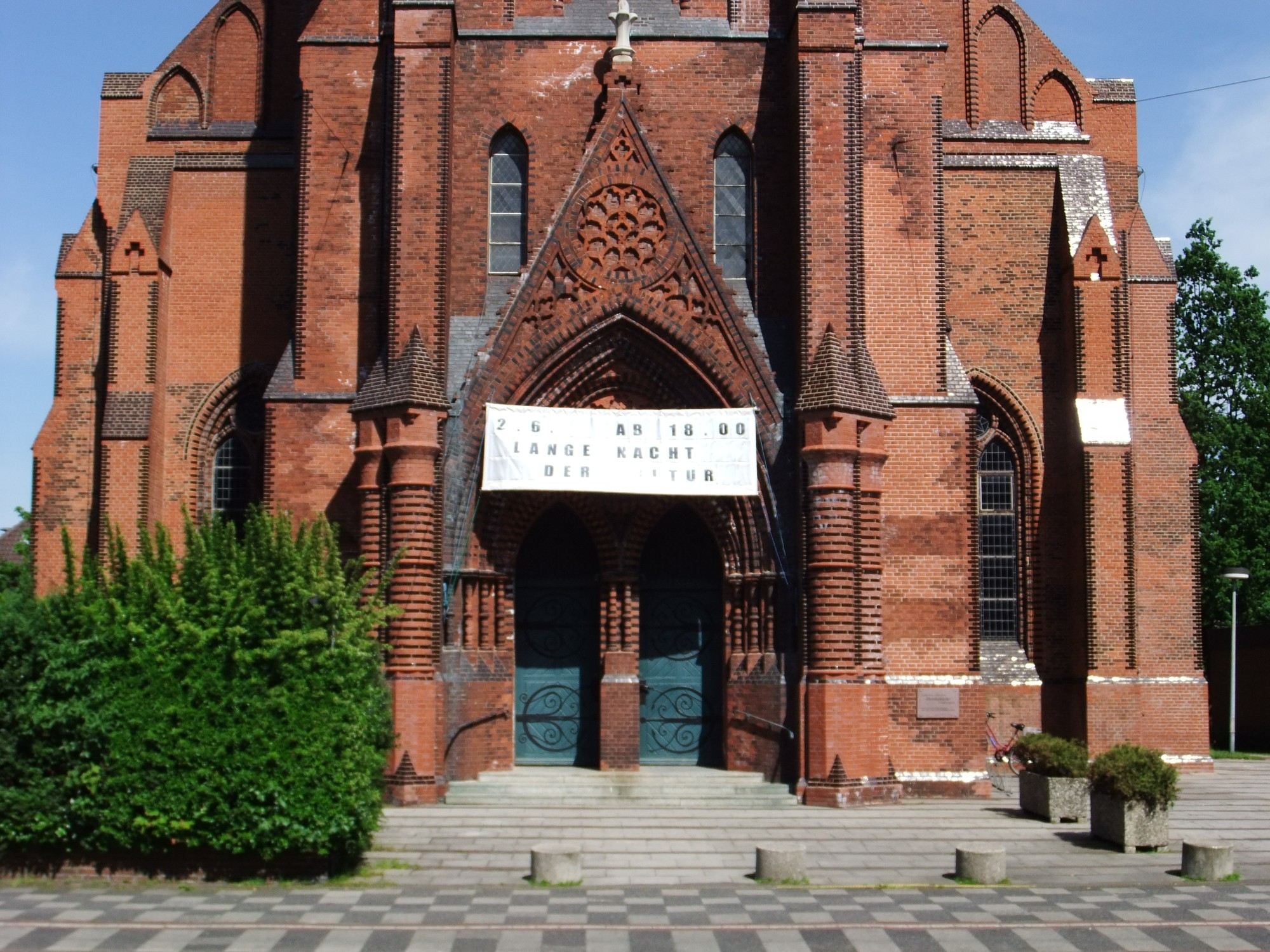
Portal mit Mauerrose

Die dreischiffige Hallenkirche wurde backsteinsichtig im Stil der Neugotik errichtet. Sie besteht aus dem Langhaus mit einem eingezogenen, östlichen Chor und dem westlichen Kirchturm. Die Seitenschiffe sind etwas niedriger. Die beiden Säulenreihen mit einem Kleeblatt-Querschnitt tragen das einfache Kreuzgewölbe. Der Innenraum hat die Länge von 29 Meter und eine Breite von 18 Meter. Fast raumhohe, gotische Fenster gliedern die Außenfassade. Gestufte Strebepfeiler stützen die Außenwände des Langhauses und des Chores. Unterhalb des Satteldachs verläuft ein Ziergesimsband.

### Turm
Der 60 m hohe, fünfgeschossige, quadratische Westturm wird von einem achteckigen, mit Kupferplatten gedeckten Turmhelm überdeckt. Die Streben des Turmes münden in vier Fialtürmchen. Die Fassade gliedert sich durch abwechselnde, normal gebrannte und dunkel glasierte Ziegel. Das zweiteilige Portal hat einen Ziergiebel mit einer Mauerrose aus Backsteinen.

### Altes Pfarrhaus

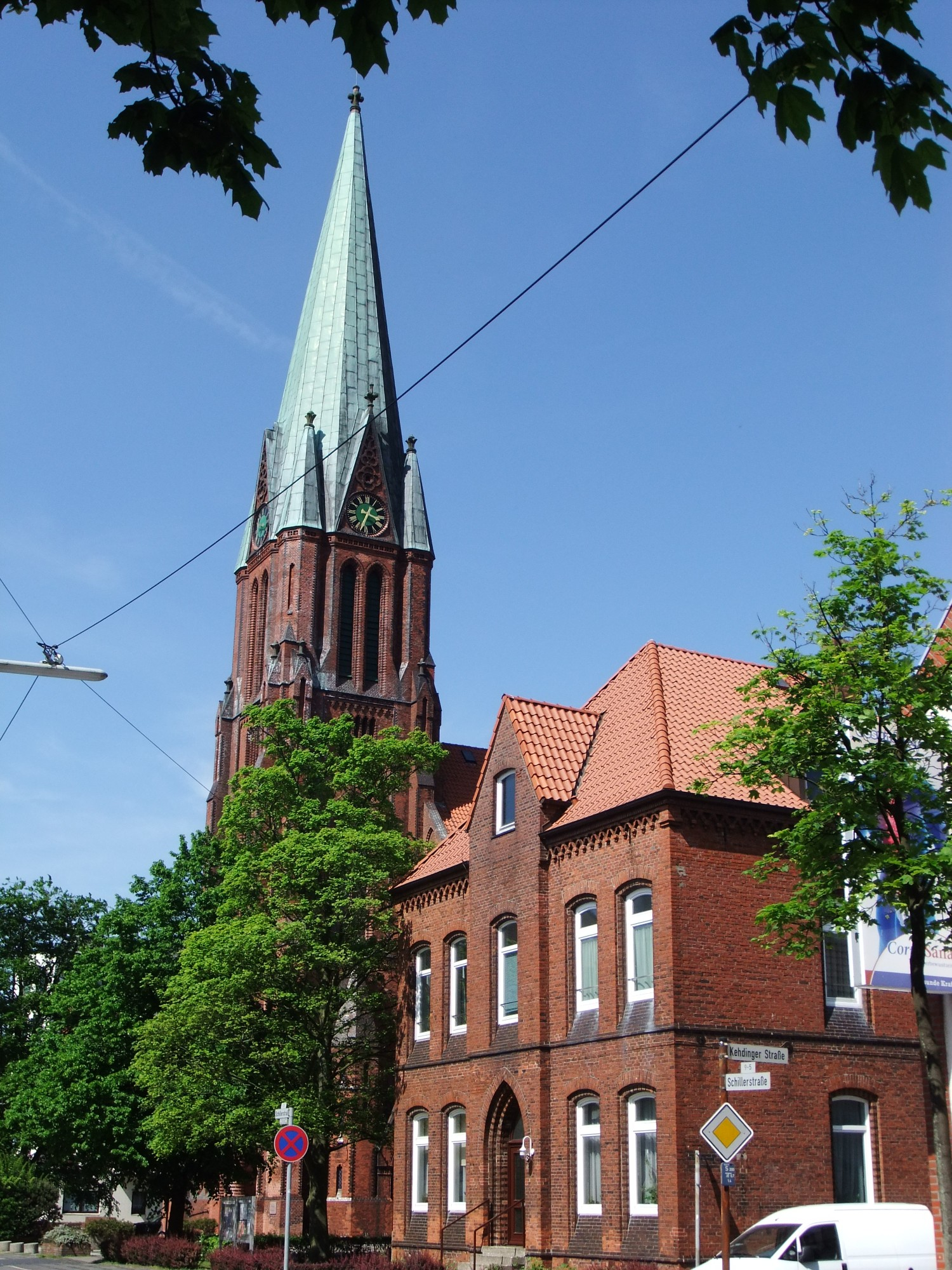
Pfarrhaus und Kirche

Auch das rotsteinsichtige Alte Pfarrhaus wurde nach Plänen von Hase bis um 1875 an der Schillerstraße 3/Kehdinger Straße gebaut und mit einem Walmdach versehen. Das zweigeschossige, sachliche Wohnhaus mit einem quadratischen Grundriss hat mehrere Zwerchgiebel, die als Eingänge dienen. 1974/75 erfolgte ein größerer Umbau.

### Ausstattung

#### Altar
Der Altar von etwa 1875 hat einen holzvertäfelten Altartisch. Dahinter erhebt sich der holzgeschnitzte Aufsatz. In sechs, durch Säulenpaare getrennten Arkadennischen befinden sich Ölmalereien mit pflanzlichen Ornamenten (außen) sowie vier Gestalten aus dem Alten Testament: Aaron und Melchisedek sowie Isaak und Abel. Das Kreuz mit dem Corpus Christi reicht fast bis an die Spitze des mittleren Chorfensters.

#### Kanzel
Die Kanzel aus der gleichen Zeit ist an der Brüstung, ebenso wie die Arkaden des Altars, mit Kleeblattbogen begrenzt. Ölmalereien stellen die vier Evangelisten dar.

#### Glocken
Die vorherigen Glocken mussten in beiden Weltkriegen zu Rüstungszwecken abgegeben werden. Die heutigen vier Glocken sind 1955 von der Firma Rincker in einem ausgefüllten Durmotiv gegossen worden.
Glocke 1 Ton: ges'-6
Gewicht: 780 kg Durchmesser: 1075 mm Inschrift : + + + EHRE SEI GOTT IN DER HÖHE (Schulter) 
Nutzungen: Totenglocke, Betschlagglocke 
Glocke 2 Ton: as'-6
Gewicht: 545 kg Durchmesser: 965 mm Inschrift: + + + FRIEDE AUF ERDEN (Schulter) 
Nutzungen: Trauglocke, Stundenglocke 
Glocke 3 Ton: b'-7
Gewicht: 440 kg Durchmesser: 900 mm Inschrift: + + + DEN MENSCHEN EIN WOHLGEFALLEN (Schulter) 
Nutzungen: Trauglocke, Viertelstundenglocke 
Glocke 4 Ton: des"-5
Gewicht: 275 kg Durchmesser: 760 mm Inschrift: + + + SINGET DEN HERRN EIN NEUES LIED (Schulter) 

Nutzung: Taufglocke 

#### Weitere Ausstattung
Das achteckige Taufbecken aus Sandstein symbolisiert den „achten Schöpfungstag“, d. h. den mit der Auferstehung Christi. Der schmiedeeiserne Osterleuchter von 1999 wurde durch den Kunstschmied Hermann Holsten aus Otterstedt (Ottersberg) geschaffen. Der äußere Ring mit zwölf Kerzen symbolisiert die zwölf Tore des himmlischen Jerusalems, die vier inneren Kerzen die vier Evangelien und das Licht in der Mitte das Osterlicht Jesus Christus. Das alte Uhrwerk von 1875 der Firma Weule/Bockenem wurde in den 1950er Jahren repariert und durch eine elektro-mechanische Uhrenanlage ersetzt. Das alte Uhrwerk ist im Eingangsbereich aufgestellt. Um 1952 schuf der Glasmaler Heinz Lilienthal aus Bremen mehrere Fenster in der Kirche.

#### Orgel
Von 1875 bis 1966 befand sich auf einer damals etwa einen Meter höheren Empore die erste Orgel von der Firma Peternell aus Seligenthal in Thüringen.
Die neue Orgel, mit einer reichgegliederten Schauseite und mit den bis zu fünf Meter hohen Prospektpfeifen, wurde 1967 eingeweiht. Die Orgel
umfasst 40 Registern auf drei Manualen und Pedal. Sie wurde von der Firma Hillebrand in Altwarmbüchen bei Hannover gebaut und 2017 von der Orgelbaufirma Heiko Lorenz grundlegend überholt. Der Orgelprospekt hat eine geschwungene Form.
Die Disposition ist wie folgt:
| Rückpositiv C-g3  |        |
| Rohrflöte         | 08′    |
| Prinzipal         | 04′    |
| Metallgedackt     | 04′    |
| Waldflöte         | 02′    |
| Quinte            | 01 ⁄3′ |
| Oktave            | 01′    |
| Sesquialtera II 0 |        |
| Scharf III        |        |
| Rankett           | 16′    |
| Dulzian           | 08′    |
| Tremulant 0       |        |

| Hauptwerk C-g3 |         |
| Quintade       | 16′     |
| Prinzipal      | 08′     |
| Hohlflöte      | 08′     |
| Gambe          | 08'     |
| Oktave         | 04′     |
| Spitzflöte     | 04′     |
| Nasat          | 02 ⁄3′  |
| Terz           | 01 3⁄5′ |
| Oktave         | 02′     |
| Mixtur VI      |         |
| Trompete       | 08′     |
| Oboe           | 08′     |
| Tremulant 0    |         |

| Brustwerk C-g3 |       |  |
| Gedackt        | 8′    |  |
| Rohrflöte      | 4′    |  |
| Prinzipal      | 2′    |  |
| Sifflöte       | 1 ⁄3′ |  |
| Scharf III 0   |       |  |
| Vox humana     | 8′    |  |
| Tremulant 0    |       |  |

| Pedal C–d1   |     |
| Prinzipal    | 16′ |
| Subbass      | 16′ |
| Oktave       | 08′ |
| Gedackt      | 08′ |
| Oktave       | 04′ |
| Nachthorn    | 01′ |
| Mixtur IV    |     |
| Zimbel III 0 |     |
| Posaune      | 16′ |
| Trompete     | 08′ |
| Trompete     | 04′ |

- Koppeln: Rp/Hw, Rp/Bw, Rp/P, Hw/P (früher Bw/P)
- Temperatur: Werckmeister III

#### Technische Daten
- Schleifladen mit mechanischer Spiel- und Registertraktur
- Tonhöhe: a1 = 440,6 Hz
- Stimmung: Bach-Barnes

## Kirchengemeinde
Das Gemeindehaus der Christuskirchengemeinde befindet sich in der Schillerstraße 1.
Kirchenmusik
Die Kirchenmusik ist ein Schwerpunkt in der Christuskirchengemeinde. Die Kirchenmusikerin Eva Schad ist für die Gemeinde und als Kreiskantorin für den Evangelisch-lutherischen Kirchenkreis Bremerhaven tätig. Die Organisten und Kantoren der Christuskirche haben seit Bestehen der Gemeinde die Kirchenmusik in Bremerhaven maßgeblich geprägt.
Am 12. Dezember 2021 wurde der Sonntagsgottesdienst als Verkündigungssendung im Radio übertragen.